# 佐賀一郎
佐賀 一郎（さが いちろう、1976年〈昭和51年〉11月3日 - 、男性）は日本のデザイン史家、グラフィックデザイナー、教育者。2017年より多摩美術大学グラフィックデザイン学科准教授。学位は博士（美術）。専門は近代以降のビジュアルデザインとタイポグラフィの理論と実践。

## 経歴[5][6]
1976年〈昭和51年〉、宮崎県延岡市生まれ。
2000年〈平成12年〉、慶應義塾大学総合政策学部卒業。ニフティ株式会社に就職。
2003年〈平成15年〉、ニフティ株式会社を退職、女子美術大学美術研究科修士課程 デザイン専攻に入学。
2005年〈平成17年〉、女子美術大学美術研究科修士課程 デザイン専攻を修了。修了論文のテーマは「日本語組版面の視覚化の試み」。同年12月から財団法人ユネスコ・アジア文化センター文化協力課非常勤職員（〜2008年）。女子美術大学美術研究科博士課程 美術専攻に進学。女子美術大学大久保婦久子賞受賞。
2009年〈平成21年〉、女子美術大学美術研究科博士課程 美術専攻を修了。学位論文のテーマは「明治初期の近代的新聞における活版印刷技術の発達過程の研究」。指導教員は森啓。同年4月から女子美術大学芸術学部 メディアアート学科非常勤講師（〜2013年）。
2010年〈平成22年〉、第8回竹尾賞デザイン評論部門優秀賞を、編者として参加した小宮山博史、府川充男による共著『活字印刷の文化史：きりしたん版・古活字版から新常用漢字表まで』が受賞。同年4月から女子美術大学アート・デザイン表現学科非常勤講師（〜2013年）。
2011年〈平成23年〉、4月より明星大学造形学部 造形表現学科非常勤講師（〜2013年）。
2012年〈平成24年〉、4月より多摩美術大学美術学部 グラフィックデザイン学科非常勤講師（〜2014年）、造形表現学部造形学科非常勤講師（〜2013年）、女子美術大学短期大学部 造形学科非常勤講師（〜現在）。
2014年〈平成26年〉、4月より多摩美術大学美術学部 グラフィックデザイン学科専任講師（〜2017年）。
2017年〈平成29年〉、4月より多摩美術大学美術学部 グラフィックデザイン学科准教授（〜現在）。

## 受賞歴
2005年〈平成17年〉 - 女子美術大学大久保婦久子賞
2006年〈平成18年〉 - 女子美術大学大学院美術研究科 博士後期課程 特待生
2010年〈平成22年〉 - 第8回竹尾賞デザイン評論部門優秀賞　共編著『活字印刷の文化史：きりしたん版・古活字版から新常用漢字表まで』

## 著書

### 単著
- 『ウィム・クロウエル：見果てぬ未来のデザイン』ビー・エヌ・エヌ新社、2012年9月、ISBN 978-4861008344

### 共編著
- 『活字印刷の文化史：きりしたん版・古活字版から新常用漢字表まで』勉誠出版、2009年5月、ISBN 978-4585032182、pp. 191–244
- 『言葉のかたちとデザイン 記録集 2012, no.1』女子美術大学、2013年3月、ISBN 978-4888888431
- 『言葉のかたちとデザイン 記録集 2013, no.2』女子美術大学、2014年5月、ISBN 978-4888888448
- 『弘道軒清朝体活字の世界』女子美術大学、2016年3月、ISBN 978-4888888455、pp. 72–99
- 『包む：日本の伝統パッケージ、その原点とデザイン』コンセント、2019年8月、ISBN 978-4909290014

### 監修
- 『遊びある真剣、真剣な遊び、私の人生 解題:美学としてのグリッドシステム』ビー・エヌ・エヌ新社、2018年5月、ISBN 978-4802511032、pp. 9–124、pp. 125–170、pp. 171–261